# 自動車になったカメの歌
『自動車になったカメの歌』（じどうしゃになったカメのうた）は、イタリアの童謡。およびそれを原曲とする日本の歌。
- 原題：La tararuga sprint
- 作詞：ニコラ・ジョバンニ・ヴァルディ・ピンネッティ（ ペンネーム「ヴァルター・ヴァルディ (Walter Valdi)」にて発表）
- 作曲：アルベルト・テスタ (Alberto Testa)
- 歌唱（オリジナル）：アーダ・ラロヴィチ

## 概要
原曲は、イタリアの国際歌唱コンクール『ゼッキーノ・ドーロ』の第15回（1973年）で入賞した「La tararuga sprint」（原題の大意は「カメの疾走」）。俊足に憧れるカメが自動車に改造され、森の中を猛スピードで突っ走るも、衝突続きで満身創痍になり、結局元の鈍足カメに戻るというコミカルだがやや切なさも感じさせる内容。
ゼッキーノ・ドーロ歌曲のアニメ版『I cartoni dello Zecchino d'Oro』にも収録されている（旧版では第3巻、新版では第5巻）。

### 日本語カバー版
訳詞は峯陽、編曲は玉木宏樹。1973年8月にNHKの『みんなのうた』で紹介、田中星児と坂本児童合唱団によって歌唱された。日本語詞はイタリア語の原詞の概要をなぞったものになっている。なお、制作局であるNHKの本部が内幸町のNHK東京放送会館から渋谷のNHK放送センターへ移転した最初の曲である。
歌を歌った田中星児は、同局放送中の『おかあさんといっしょ』で著名になっての出演だが、これが『みんなのうた』では初出演となった。また、アニメーションを担当した堀口忠彦は、『みんなのうた』の多くの楽曲の映像を手掛けたベテランアニメーターであるが、この作品が彼の『みんなのうた』デビュー作である。放送では3番歌詞の一部を省略している。
田中星児関連のLPレコードやCDには収録されたが、DVDには収録されず、番組での再放送もなかった。そのため、長らくその音源・映像は失われていた。しかし、2011年から始まった「みんなのうた発掘プロジェクト」によって、音声テープが見つかり、2012年2月11日にNHKラジオ第1放送で放送された『みんなのうた』の特番で、実に39年ぶりに放送された。また、2014年11月には映像も発見され、2015年1月にお楽しみ枠にて、初めてテレビで42年ぶりに再放送されることとなった。2020年には『みんなのうたリクエスト』枠でも6月5日・7月3日・7月31日の3回に分けて5年ぶりに再放送される。